# كرمانجي (مجلة)
كرمانجي "Kurmancî" هي مجلة لغوية تصدر مرتين في السنة منذ عام 1987 لنشر نتائج الندوات اللغوية للمعهد الكردي حول مشاكل المصطلحات وتوحيد اللغة الكردية. جميع أعداد هذه الدورية متوفرة على موقع الناشر على شبكة الإنترنت، وكذلك الفهرس الكردي - الفرنسي - الإنجليزي - التركي لأول 20 إصدارًا.[بحاجة لمصدر]
اسم «كرمانجي» هو تهجئة كردية لاسم اللهجة الأكثر انتشارًا في اللغة الكردية، كرمنجي.

## وصلات خارجية
- الموقع الرسمي
 باللغة الإنجليزية